# 내 주는 강한 성이요

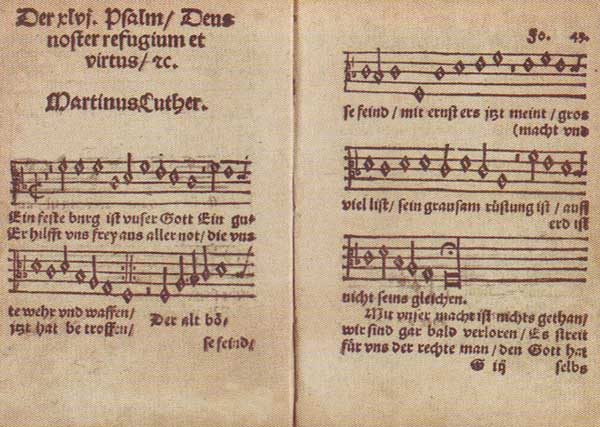

《내 주는 강한 성이요》(Ein Feste Burg is unser Gott)는 종교개혁가 마르틴 루터가 작곡한 가장 잘 알려진 찬송가 중 하나이다. 루터는 1527년과 1529년 사이에 가사를 쓰고 멜로디를 작곡했다. 많은 언어들로 번역되었다. 가사는 시편 46편의 페러프레이즈이다. 이 찬송가는 루터교 전통과 개신교인들 사이에서 가장 사랑받는 찬송가 중 하나이다. 개혁주의자들의 지지를 증가시킨 효과로 인해 "개혁의 전투 찬가"라고 불려왔다.

## 같이 보기
- 시편 46편